# 平瀬有人
平瀬 有人（ひらせ ゆうじん、1976年- ）は、日本の建築家。

## 来歴
1976年生まれ。早稲田大学理工学部建築学科卒業後、同大学院博士後期課程単位満了。ナスカ・早稲田大学理工学部建築学科助手・非常勤講師を経て、yHa architects。2007年文化庁新進芸術家海外留学制度研修員（在スイス）、2008-23年佐賀大学准教授。2023年より早稲田大学教授。

## 受賞
1999年　早稲田大学 村野賞 <卒業設計・最優秀賞>
2000年　新建築住宅設計競技 佳作
2001年　早稲田大学 小野梓記念芸術賞

## 作品
- 《YNH》《ebi》《ao》《hh》ほか。論文＝「山岳地建築の空間構成に関する研究」（日本建築学会）、「山岳建築研究序論」（SD 2005／鹿島出版会）、「SWISS MADE」（10+1 世界の建築レポート4／INAX publishing）、「吉阪隆正と山小屋建築」（山と渓谷 2007年9月号／山と溪谷社）ほか。
- 平瀬有人、長森博人、古谷誠章「5540 山岳地建築の空間構成に関する研究(その1) : 北アルプスにおける山小屋建築を事例として(空間構成,建築計画I)」『学術講演梗概集. E-1』、社団法人日本建築学会、2005年7月31日、1113-1114頁、NAID 110007078272。
- 長森博人、平瀬有人、古谷誠章「5541 山岳地建築の空間構成に関する研究(その2) : 山小屋建築の配置計画に関して(空間構成,建築計画I)」『学術講演梗概集. E-1』、社団法人日本建築学会、2005年7月31日、1115-1116頁、NAID 110007078271。

・「SWISS MADE - 新たなるインテリアスケープへ（10+1 web 世界の建築レポート[4]／INAX publishing） 
・「吉阪隆正と山小屋建築」（山と溪谷 2007年9月号／山と溪谷社）
・「山小屋に建築学的アプローチ－山小屋の建築」（山と渓谷 2005年8月号／山と溪谷社）